# Liverpool Plains Shire
Koordinaten: 31° 29′ S, 150° 41′ O

Liverpool Plains Shire ist ein lokales Verwaltungsgebiet (LGA) im australischen Bundesstaat New South Wales. Das Gebiet ist 5.082,2 km² groß und hat etwa 7.500 Einwohner.
Liverpool Plains liegt im Nordosten des Staates nördlich der Hunter-Region etwa 370 km nördlich der Metropole Sydney und 640 km südwestlich von Brisbane. Das Gebiet umfasst 36 Ortsteile und Ortschaften: Ardglen, Big Jacks Creek, Blackville, Borambil, Braefield, Bundella, Cattle Creek, Chilcotts Creek, Colly Blue, Coomoo Coomoo, Little Jacks Creek, Macdonalds Creek, Parraweena, Pine Ridge, Quipolly, Quirindi, Warrah, Warrah Creek, Warrah Ridge, Willow Tree, Windy, Yannergee, Yarraman und Teile von Blandford, Breeza, Caroona, Curlewis, Currabubula, Garoo, Gowrie, Piallaway, Premer, Spring Ridge, Tambar Springs, Wallabadah und Werris Creek. Der Sitz des Shire Councils befindet sich in Quirindi im Osten der LGA, wo etwa 3.400 Einwohner leben.

## Verwaltung
Der Liverpool Plains Shire Council hat sieben Mitglieder, die von den Bewohnern der LGA gewählt werden. Liverpool Plains ist nicht in Bezirke untergliedert. Aus dem Kreis der Councillor rekrutiert sich auch der Mayor (Bürgermeister) des Councils.